# Proverbaro Esperanta
mallonga proverbo oni ofte pli bone kaj pli konvinke esprimas ian ideon, ol per multevorta parolado.  Konado de proverboj estas necesa por perfekta konado de la lingvo.»
(Mordechai Mark Zamenhof, introduzione al Proverbaro Esperanta, 1905)
Il Proverbaro Esperanta (letteralmente, "proverbiario in esperanto") fu la prima raccolta di proverbi in lingua esperanto. Fu redatto da Ludwik Lejzer Zamenhof proseguendo il lavoro lasciato incompiuta dal padre Mordechai Mark Zamenhof, che si era lungamente interessato, nei suoi ultimi anni di vita, ad un'analisi sinottica dei proverbi presenti nelle varie lingue (Frazeologio rusa-pola-franca-germana).
L'opera completa contiene 2630 proverbi, e fu pubblicata per la prima volta nel 1910. Edizioni successive risalgono al 1925, al 1961 (editrice Stafeto) e al 1974.